# Calgary International Airport
Calgary International Airport (IATA: YYC, ICAO: CYYC) är en internationell flygplats som betjänar Calgary i Alberta, Kanada. Den ligger ungefär 17 km nordöst om Calgary och täcker en yta på 20,82 kvadratkilometer (2 082 ha). Härifrån avgår plan till större städer i Kanada, USA, Mexiko, Västindien, Latinamerika, Europa och Östasien.
Med 18,5 miljoner passagerare 2023 och 124 108 flygplansrörelser 2021 är Calgary International den mest trafikerade flygplatsen i Alberta och den fjärde mest trafikerade i Kanada när det gäller passagerartrafik. Flygplatsen betjänas av Calgary International Airport Emergency Response Service för flygplansräddning och brandbekämpning. Regionens petroleum- och turismindustri (och dess närhet till Banff National Park) har hjälpt till att främja flygplatsens tillväxt. Den har direktflyg till en rad destinationer i Nord- och Centralamerika, Europa och Asien. Calgary fungerar som högkvarter och primärt nav för WestJet.
Flygplatsen byggdes i slutet av 1930-talet och har sedan dess vuxit till att inrymma: minst 71 portar (beroende på flygplanstyp), fyra landningsbanor och två terminalbyggnader med sex passagerarhallar (Gates A1-6, A12-24, B31-40, C50-65, D70-79 och E80-97), lager för lasthantering och annan infrastruktur. Calgary Airport Authority driver fastigheten samtidigt som den betalar hyra till den federala regeringen. Nära flygplatsen finns motorvägarna Deerfoot Trail och Stoney Trail för transport till staden och det omgivande området, och kollektivtrafiken betjänar också flygplatsen.